# Le Traducteur (roman)
Pour l’article homonyme, voir  Le Traducteur (film).
 (mars 2018).
Si vous disposez d'ouvrages ou d'articles de référence ou si vous connaissez des sites web de qualité traitant du thème abordé ici, merci de compléter l'article en donnant les références utiles à sa vérifiabilité et en les liant à la section « Notes et références ».
Le Traducteur est un roman d'Éric Fouassier publié en 2010.

## Historique du roman
L'histoire se déroule d'abord dans les années 1920, puis elle suit le cours du temps jusqu'à la mort du narrateur et personnage principal, Sébastien Violette, probablement vers la fin du XXe siècle. Elle a pour théâtre de nombreux lieux, dont Alexandrie, Djibouti, l'Éthiopie, l'Italie et la France (Paris, Nice, la Normandie, etc.).

## Résumé
Sébastien Violette, un jeune rentier naïf, vient d'arriver à Alexandrie, où il a été envoyé par son oncle afin de diriger la succursale égyptienne de son négoce commercial. Sébastien s'ennuie et s'acclimate très mal à la vie coloniale européenne, jusqu'au jour où il entend parler d'un mystérieux Gabriel Prometh, ancien médecin et chercheur dont le nom ne suscite qu'effroi et mépris parmi l'élite alexandrine. Sébastien lui rend alors visite une, puis deux, puis trois fois, puis, comme magnétisé par son charisme insoutenable, par l'autorité qu'il dégage, ainsi que par ses manières pour le moins déroutantes, accepte de le suivre en tant que secrétaire et valet personnel, à travers une quête internationale, censée les mener à la gloire et à la fortune. L'objet tant convoité de cette quête, c'est un ouvrage mythique, le Livre de Pao, qui serait un chapitre oublié de la Bible, qu'on dit écrit par l'une des tribus perdues d'Israël, et que des explorateurs du monde entier auraient tenté de retrouver à travers l'histoire, en vain. S'embarquant pour Djibouti, les deux hommes se rapprochent peu à peu, se lient toujours plus intensément, traversant les ardeurs du désert danakil éthiopien, pérégrinant au milieu des tables de basalte et des sommets crevant le ciel comme des épées, affrontant au péril de leur vie un orage dantesque... Cependant, Sébastien se méfie à raison de Prometh : jusqu'où est capable d'aller ce sinistre personnage qui a déjà tué pour ses intérêts, que se passerait-il si l'on se dressait une fois encore sur sa route ?
Dans le brouillon d'un poème d'Arthur Rimbaud qui recèlerait un secret demeuré inviolé, les deux hommes déchiffrent l'existence d'un chemin qui les mènerait enfin vers le Livre de Pao, un chemin qu'aurait également emprunté le célèbre poète par le passé. Finalement, Sébastien et Gabriel découvrent dans une vallée ce qu'il reste des Amodéens, le mystérieux peuple de Pao, parlant une langue menacée d'extinction : un homme vêtu dans le plus simple apparat, vivant dans une petite hutte, non loin d'un autel de pierre. Alors que Prometh s'empare du Livre de Pao par la force et incendie la cabane de l'Amodéen, Sébastien, pris au piège des manipulations de son mentor, est contraint d'abattre l'Amodéen. Par la suite, Prometh et Violette quittent l'aridité de l'Afrique, avec un crime sur la conscience, pour l'Italie, où ils vivent cachés tandis que l'illustre médecin commence à étudier et à traduire le manuscrit. Vient alors le retour en France, à Paris, où, après des périodes de doute et de profond désespoir, Prometh avoue son impuissance, non pas à traduire le texte, mais à continuer de rêver : le mythique livre censé raconter l'histoire de l'humanité n'est en fait qu'un recueil d'historiettes locales au sujet des Amodéens, ce qui explique pourquoi Rimbaud n'est jamais allé au bout de sa quête. Cependant, loin de sombrer dans la décrépitude, Prometh a alors une idée lumineuse : inventer l'histoire de Pao, mythifier et mystifier le récit des Amodéens, au point d'en faire l'ouvrage le plus sensationnel et le plus énigmatique que le monde ait connu.
Ceci se produit : Prometh, le Traducteur, devient l'homme le plus célèbre du monde grâce à son histoire du prince aveugle Pao, dont le glorieux royaume sombra dans la division et la destruction après son absence, pendant qu'il cheminait avec son domestique et ami loin de chez lui. Sébastien profite de cette notoriété, mais elle l'étouffe rapidement. Toutefois, il est loin de se douter que son ami, patron et mentor en souffre pareillement, et même bien plus violemment : Prometh est incapable de supporter les lumières de la gloire, bien qu'il l'eût tant et tant désirée. Il s'isole loin du monde, tandis que le monde, après l'avoir porté aux nues, commence à l'oublier avec les années qui passent. Un jour, Sébastien retourne en terre danakil afin de rendre le manuscrit à ses propriétaires légitimes mais éteints désormais, le peuple amodéen, mais rien ne le délivre de la culpabilité qui le ronge, au point de lui rendre la vie impossible, et de l'isoler lui aussi du monde. Des années plus tard, Sébastien rend toutefois visite à Prometh, désormais vieil homme pâle, impotent, décati, profitant de ses derniers jours en maison de repos, ayant compris, comme Sébastien, à quel point la vie peut être cruelle et ironique.
Le livre s'achève sur les dernières impressions de Sébastien, au seuil de la mort, des décennies après sa grande aventure ratée, où il fait le bilan de ses actes immoraux, de ses échecs, de ses déceptions mais aussi des beaux moments qu'il a pu passer avec son étrange mentor, aussi fou que cela puisse paraître. C'est la fin d'une fable douce et amère sur le mensonge, la mémoire et les mirages de la postérité, mais aussi sur la rencontre et l'étrange fascination entre deux hommes que tout oppose.

## Influences
Le roman compte plusieurs références historiques plus ou moins cachées. Par exemple, le mystérieux Oriental à la peau blanche résidant dans les quartiers mal famés de Djibouti, et ayant par le passé été un grand aventurier et navigateur en mer Rouge, ainsi qu'un trafiquant notoire, et s'étant converti à l'islam vers la fin de sa vie, n'est autre que Henry de Monfreid, le célèbre aventurier et trafiquant des années 1920, qui agissait entre l'Arabie, l'Égypte et l'Éthiopie. Le roman fait également référence plus généralement au Paris des Années folles, à la vie coloniale et à ses excès, à la collaboration durant l'Occupation, puis à la purge d'après-guerre, etc.

## Personnages
- Sébastien Violette : Le narrateur et personnage principal du roman. Se définissant comme un "jeune godelureau mal dégrossi", Sébastien est orphelin de père et de mère, riche héritier de ces derniers ainsi que de son oncle, établi à Nice. Ce dernier envoie Sébastien à Alexandrie afin qu'il gère et encadre la succursale égyptienne de son négoce commercial de produits africains. Sébastien, qui n'a jamais connu l'Afrique, ni le dépaysement, ni même la vie coloniale, se retrouve soudainement à la tête d'une affaire dont il ne comprend pas les ressorts, au milieu d'une ville cosmopolite qui l'étouffe, obligé de se rendre au très select Club Champollion qui l'ennuie, etc. Sébastien a donc tout du jeune premier en quête secrète d'aventure, mais aussi à la recherche d'un mentor qui se substituera à son père. Ce que sera Gabriel Prometh, bien que Sébastien l'eût à maintes reprises regretté. Au seuil de sa mort, Sébastien se rend compte à quel point il a été lâche toute sa vie durant, mais que finalement, il n'aurait pas pu faire autrement. Facilement manipulable, il a menti, volé, tué, tout comme son mentor, et n'a jamais réussi à se reconstruire par la suite.

- Gabriel Prometh : Ancien médecin, chercheur de trésors, Gabriel Prometh recherche par-dessus tout la gloire, la reconnaissance, et l'amour en fin de compte. Il est laissé entendre dans le roman que c'est son enfance difficile qui l'a amené à désirer toujours plus, à développer des manières et un comportement de manipulateur, de gourou, d'autocrate, de tueur sans scrupules, afin de toujours obtenir ce qu'il souhaitait. Il semble être un grand misanthrope cependant : il déteste le Club Champollion et l'arrogance de ses membres avec qui il s'est souvent battu, il méprise l'Oriental de Djibouti pour sa suffisance et son air de toujours tout savoir, il se débarrasse de tous ceux qui le gênent tels l'Amodéen ou leur guide danakil, et il cherche toujours quelque chose de supérieur, qui échappe au commun des mortels, afin de pouvoir avoir le plaisir de s'élever au-dessus de l'homme. Un jour, alors que Prometh soigne un mystérieux Africain sur le point de mourir d'une grave maladie, il remarque que ce dernier, conte toute attente, entre en rémission et guérit même totalement, ce qui permet à Prometh de découvrir qu'il était de la race amodéenne, l'une des tribus perdues d'Israël, et qu'ainsi ce peuple détenait un savoir immense, qui amène Prometh à entreprendre plusieurs recherches et à se lancer dans une quête du Livre de Pao, dont la découverte ferait de lui un homme riche et célèbre. Toutefois, Prometh ne supporte pas la célébrité en fin de compte, et après avoir traduit faussement le Livre de Pao, il s'enferme dans la solitude et le silence, se sentant incompris, car il se savait aimé non pas pour ce qu'il était, mais pour ce qu'il faisait, et que cet amour serait de toute façon passager. Au seuil de sa vie, Prometh n'est plus qu'un être décati et livide, relisant les poèmes de Rimbaud sur l'ironie de la vie.

- L'éditeur : Il collabore avec Prometh et le finance afin que ce dernier puisse récupérer et traduire le Livre de Pao, pour que lui-même l'édite par la suite. Il ne pense qu'à l'argent et témoigne peu d'intérêt pour le travail de Prometh en lui-même. Il n'a d'ailleurs pas confiance en ce dernier, et il est ainsi très surpris d'apprendre que Prometh est parvenu à traduire dans les temps. Grâce à l'éditeur, Prometh connaît ensuite une renommée nationale, puis internationale. Ironiquement, des traductions allemandes et japonaises de son faux Livre de Pao ont été retraduites par la suite en français moderne, contribuant ainsi à aggraver la tartuferie de son œuvre.

- La fiancée belge : Cette jeune Belge venue passer ses vacances en France tombe amoureuse de Sébastien à Paris, mais alors qu'ils sont sur le point de se fiancer et que la jeune femme a déjà averti ses parents, Sébastien l'abandonne et disparaît sans laisser de traces, car il se sent incapable d'aimer et de vivre à nouveau après son crime.

- L'Amodéen : C'est le dernier représentant de son peuple décimé par les unions consanguines et les épidémies. Il vit seul dans ce qui reste du campement des Amodéens : une unique hutte, près d'un autel en pierre, où l'homme, vêtu dans le plus simple apparat, vient constamment vénérer une sorte de divinité. Il est la preuve dans le roman que les Amodéens existent bel et bien et qu'ils vivaient effectivement cachés du monde dans une vallée du Tigré, après vraisemblablement avoir été l'une des tribus perdues d'Israël. D'après Rimbaud, Prometh, et de nombreux autres à travers l'histoire, les Amodéens auraient rédigé le Livre de Pao, le récit de leur propre existence ainsi que de celle de toute l'humanité, un livre d'une valeur inestimable et que les aventuriers ont toujours échoué à retrouver. Bien qu'inoffensif, et même charitable puisqu'il accepte de venir en aide à Prometh, soi-disant blessé, et de l'héberger, l'Amodéen est finalement trahi par ce dernier qui lui vole le Livre et brûle sa maison. Finalement, il est tué par Sébastien, littéralement magnétisé par Prometh lui intimant l'ordre de lui tirer dessus car il avait sorti un poignard et le menaçait. Bien plus tard, Sébastien, toujours rongé par le chagrin et les remords, vient restituer le Livre à son propriétaire, déjà mort et enterré depuis longtemps, en s'excusant.

- Le guide danakil : Il sert de guide à Sébastien et Gabriel dans le désert danakil, leur rapportant systématiquement eau et nourriture d'on ne sait où. Un matin, Sébastien constate la disparition du guide et de sa monture, et alors que Prometh lui explique que leur guide est parti car ils n’avaient plus besoin de lui, Sébastien comprendra plus tard que Prometh l'a tué et a fait disparaître son corps afin que personne ne soit au courant de leur quête et du trésor qu'ils allaient chercher. Prometh souligne ensuite qu’ils n'ont plus besoin du guide, et qu'ils savent où aller et comment en revenir.

- Le jeune Italien : Un jeune Italien que Prometh et Sébastien rencontrent dans une auberge de Naples, dans laquelle ils se cachent en attendant de trouver de quoi repartir en France. L'auberge accueille alors toutes sortes de personnes pauvres et plus ou moins recommandables, mais Sébastien se lie d'amitié avec ce jeune homme très beau et très blond dont beaucoup pensent qu'il s'agit d'un prince déchu et en exil  étant donné ses manières raffinées et affables. Toutefois, Prometh conseille à Sébastien de ne pas trop s'approcher de lui, soit parce qu'il s'agit en réalité d'un manipulateur et d'un voyou, soit parce que Prometh ne veut pas que qui que ce soit apprenne l'existence du Livre de Pao.

## Incipit
« L'homme irrésolu est un monstre. On n'y prend pas assez garde. La plupart du temps, on le néglige, on le compte pour moins que rien. Quelle erreur ! Il faudrait sans délai clouer au pilori ce navrant spécimen de la dégénérescence humaine, l'écorcher vif, lui rompre les os et, pour finir, lui tordre le cou. Car cet ignoble individu s'avère capable du pire. Celui qui lira ces pages, péniblement assemblées, peut se fier au jugement de leur auteur. Car je m'appelle Sébastien Violette et par indolence, jadis, j'ai tué un homme. Ce crime, je n'en fus il est vrai que le simple exécutant, un comparse crédule et docile. C'est moi qui ai frappé, mais s'il est vrai que les actes, jugés par les hommes, ne sont presque rien devant la pensée qui, elle, regarde Dieu, peut-être me reste-t-il un espoir de n'être pas depuis à tout jamais damné. Car ma volonté fut manipulée, mon bras armé, ma victime désignée par un Autre. Cet Autre s'appelait Gabriel Prometh. Ce nom ne dira rien aujourd'hui à la grande majorité de ceux qui pourront lire ces lignes. Il faudrait qu'il se trouve parmi eux quelque bibliophile, collectionneur d'éditions originales, quelque éminent linguiste ou philologue pour tirer ce nom de la gangue d'oubli ou l'ont plongé l'inconsistance des hommes et l'avancée d'un monde en perpétuelle effervescence. »